# Inori Minase
Inori Minase (水瀬 いのり Minase Inori, * am 2. Dezember 1995 in Tokio) ist eine japanische Synchronsprecherin (Seiyū) und J-Pop-Sängerin, die zur Talentagentur Axl One gehört.
Im Jahr 2016 wurde sie für ihre Sprechrollen als Jun Naruse im Film The Anthem of the Heart und Yuki Takeya in der Animeserie School-Live! als Beste Sprecherin einer Hauptrolle bei den Seiyū Awards ausgezeichnet. Im gleichen Jahr erhielt sie eine Auszeichnung als Beste Synchronsprecherin bei den Newtype Anime Awards.
Als Sängerin steht sie beim japanischen Musiklabel King Records unter Vertrag.

## Biografie
Inori Minase wurde am 2. Dezember des Jahres 1995 in Tokio geboren. Bereits im Kindergartenalter kam sie erstmals mit dem Unterhaltungsmedium Anime in Kontakt. Ihren ersten Kontakt mit Synchronsprechen als sie eine Umsetzung eines Anime als Bühnenspiel sah und ihre Eltern fragte, was der Name des Sprechers im ausgehändigten Pamphlet bedeute.
Bereits im Alter von sechs Jahren hegte sie den Wunsch später als Synchronsprecherin arbeiten zu wollen. In der Grundschule listete sie Synchronsprechen als ihre angestrebte Karriere. Zu ihrer Zeit an der Mittelschule schloss sich Minase dem Tennis- und dem Theaterklub an, verließ letzteren aber wieder, da sie unter Lampenfieber litt. Ungefähr zur selben Zeit fand ihre Mutter eine Werbeanzeige in einem Magazin für ein Vorsprechen, an welchem Minase teilnahm und bestand.
Im Jahr 2016 erhielt sie eine anonyme Morddrohung, was dazu führte, dass mehrere Teilnahmen an teils größeren Events unter anderem in Taiwan als auch in Japan von ihrem Management abgesagt wurden.

## Karriere

### Als Seiyū
Ihr Debüt als Synchronsprecherin gab Minase im Jahr 2010, als sie in der Anime-Fernsehserie Occult Academy die Rolle der Akari Okamoto sprach. Sie sprach kleinere Rollen in den Anime-Fernsehserien Love Lab und Aldnoah.Zero. Ihre ersten Hauptsprechrollen erhielt sie 2014, als sie die Rollen der Mirai Nazukari in Locodol und Chino Kafū in Is the Order a Rabbit? erhielt. Minase sang mit ihren Synchronsprecherkolleginnen Daydream Café und Poppin Jump zudem das Vor- und Abspannlied der Serie. Auch sprach sie mit Jun Naruse den weiblichen Hauptcharakter im Anime-Film The Anthem of the Heart.
Im Jahr 2015 lieh sie dem Charakter Hestia in Danmachi ihre Stimme. Auch sprach sie die Rollen der Yuki Takeya im Horror-Anime School-Live!, der Carol Malus Dienheim in Symphogear GX und Nekone in Utawarerumono. Für ihre synchronsprecherliche Leistung als Jun Naruse und Yuki Takeya wurde Minase im März des Jahres 2016 bei den Seiyū Awards als beste Synchronsprecherin in einer Hauptrolle ausgezeichnet. Außerdem wurde sie im gleichen Jahr als beste Synchronsprecherin bei den Newtype Anime Awards ausgezeichnet.
Sie sprach Rem in der Anime-Fernsehserie Re:Zero – Starting Life in Another World und sang zudem als Rem das Lied Wishing ein, welches in der 18. Folge des Anime zu hören ist. Weitere Sprechrollen hatte Minase in den Animeserien Alderamin on the Sky, ViVid Strike!, Luck & Logic sowie in And You Thought There Is Never a Girl Online?. In der Comedy-Animeserie Gabriel DropOut lieh Minase dem Charakter Tapris ihre Stimme und sprach die Rolle der Chizuru Takano in Tsuredure Children. In Masamune-kun no Revenge ist Minase in der Rolle der Yoshino Kawai zu hören. Im Jahr 2018 sprach sie den Charakter Mari Tamaki in A Place Further Than the Universe und sang mit ihren Synchronsprecherkolleginnen Kana Hanazawa, Saori Hayami und Yuka Iguchi mit Koko Kara, Koko Kara das Abspannlied zur Serie.
Sie sprach zudem Hauptrollen in den Animeserien Somali and the Forest Spirit, OsaMake, How a Realist Hero Rebuilds the Kingdom und Dead Mount Death Play. Abseits vom Medium Anime spricht Minase auch Rollen in verschiedenen Videospielen. So ist sie in Spielen wie Hortensia Saga, Granblue Fantasy, Princess Connect! Re:Dive, Dragon Quest oder Genshin Impact zu hören. Als Synchronsprecherin steuerte sie zudem die japanische Stimme für internationale Kinofilmproduktionen bei. Sie ist in den japanischen Fassungen von Spider-Man: Homecoming, Jumanji: Willkommen im Dschungel, Spider-Man: Far From Home, Tom & Jerry, Top Gun: Maverick und Silent Night zu hören.

### Als Musikerin
Inori Minase begann ihre musikalische Karriere im Jahr 2015 und unterschrieb einen Musikvertrag beim japanischen Majorlabel King Records. Ihre Debütsingle Yume no Tsubomi erschien noch im selben Jahr und konnte auf Anhieb eine Notierung in den japanischen Singlecharts von Oricon erreichen, wo es einen Einstieg in den Top-10 knapp verpasste. Mit ihrer zweiten Single Harmony Ribbon stieg sie erstmals in den Top-10 ein. Im November des Jahres 2016 gaben ihr damaliges Management Sony Music Artists und King Records bekannt, dass ihre Teilnahme an diversen Veranstaltungen aufgrund einer anynomen Morddrohung, die aus Taiwan online an Minase gesandt wurde, abgesagt wurden. Ihre dritte Singleveröffentlichung Starry Wish wurde als Abspannlied für die Animeserie ViVid Strike! genutzt.
Am 5. April 2017 erschien mit Innocent Flower schließlich ihr Debütalbum bei King Records. Es erreichte eine Notierung auf Platz drei der heimischen Albumcharts von Oricon. Zwischenzeitlich verkaufte sich das Album knapp mehr als 24.000 mal. Ihre vierte Single, Aimaimoko, wurde als Vorspannmusik für die Anime-Fernsehproduktion Tsuredure Children genutzt. Am 2. Dezember 2017 gab sie ihr Live-Debüt als sie ein Konzert im Tokyo International Forum spielte. Dieses Konzert wurde aufgezeichnet und im April des Jahres 2018 auf Blu-ray-Disc veröffentlicht. Ihr offizieller Fanclub, Inorimachi, wurde am Tag ihres ersten Livekonzertes gegründet. Außerdem war sie Teil des Kirin-Lemon-Tribute-Projektes, welches das 90-jährige Jubiläum des Getränkes Kirin Lemon der gleichnamigen Brauerei zelebriert. Im Mai 2018 erschien mit Blue Compass ihr zweites Studioalbum. Darauf enthalten ist das Lied Million Futures, welches als Titellied für die Smartphone-App Ka-ri-Sei Million Arthur von Square Enix genutzt wurde. Auch spielte sie im Rahmen des King Super Live im September gleichen Jahres erstmals im Tokyo Dome und auf Taiwan. Zuvor spielte sie ihre erste Mini-Tour, welche nach vier Konzerten mit einem Auftritt vor 8.000 Besuchern in der Makuhari Messe abgeschlossen wurde.
Ihre Singles Trust in Eternity und Wonder Caravan! wurden als Titellieder unter anderem für das Videospiel Gestalt Odin von Square Enix bzw. für den Anime Endro genutzt. Am 10. April 2019 erschien das dritte Album unter dem Titel Catch the Rainbow! bei der Minase den Liedtext zur gleichnamigen Hauptsingle selbst schrieb. Im Juni spielte Minase Konzerte in Osaka, Nagoya und Tokio. Das zweitägige Konzert in Tokio fand im Nippon Budōkan vor 18.000 Zuschauern statt. Ihre achte Single, Kokoro Somali, erschien im Februar 2020 und ist im Abspann der Anime-Fernsehserie Somali and the Forest Spirit, in der sie die weibliche Hauptrolle sprach, zu hören. Ihre geplante dritte Livetournee, die im Juni und Juli 2020 stattfinden sollte, wurde aufgrund der COVID-19-Pandemie in Japan abgesagt. Ihr Lied Starlight Museum, welches im Dezember 2020 erschien, war Titellied der Musiksendung music-ru TV des Senders TV Asahi. Im Juli des Jahres 2021 erschien mit Hello Horizon ihre zehnte Single. Diese wurde als erstes Vorspannlied zur Anime-Fernsehserie How a Realist Hero Rebuilt the Kingdom genutzt. Ihr Lied Real-Eyes, welches nicht offiziell als Single herausgegeben wurde, fungierte als zweites Vorspannlied der Animeserie. Ihr viertes Studioalbum Glow wurde im Juli des Jahres 2022 offiziell veröffentlicht. Im September gleichen Jahres startete sie auf Livetour durch die fünf größten Städte Japans, welche im Oktober mit einem Konzert in der Yokohama Arena abgeschlossen wurde.
Ihre elfte und zwölfte Single Iolite und Scrap Art wurde als Ab- bzw. Vorspannlied für die Anime-Fernsehserie Dead Mount Death Play verwendet.

## Sprechrollen (Auswahl)
| In Anime-Produktionen - 2010: Occult Academy als Akari Okamoto - 2013: Love Lab als Suzune Tanahashi - 2014: Aldnoah.Zero als Eddelrittuo - 2014: Locodol als Mirai Nazukari - 2014–2020: Is the Order a Rabbit? als Chino Kafū - seit 2015: Danmachi als Hestia - 2015: The Anthem of the Heart als Jun Naruse - 2015: School-Live! als Yuki Takeya - 2015: Utawarerumono als Nekone - 2015: Symphogear GX als Carol Malus Dienheim - 2016: Alderamin on the Sky als Shamille Kitra Katvarnmaninik - 2016: And You Thought There Is Never a Girl Online? als Akane Segawa/Schwein - 2016: Luck & Logic als Mana Asuha - 2016–2020: Re:Zero – Starting Life in Another World als Rem - 2016: ViVid Strike! als Fuuka Reventon - 2017: Gabriel DropOut als Tapris Sugarbell Chisaki - 2017–2023: Masamune-kun no Revenge als Yoshino Kawai - 2017: Tsuredure Children als Chizuru Takano - 2018: A Place Further Than the Universe als Mari Tamaki - seit 2018: Rascal Does Not Dream of Bunny Girl Senpai als Shoko Makinohara - 2019–2022: The Quintessential Quintuplets als Itsuki Nakano - 2019: Astra Lost in Space als Aries Spring - 2020: Somali and the Forest Spirit als Somali - 2021: How a Realist Hero Rebuilt the Kingdom als Liscia Elfrieden - 2021: OsaMake als Kuroha Shida - 2022: Aharen-san wa Hakarenai als Reina Aharen - 2022: Heroines Run the Show als Hiyori Suzumi - 2022–2023: Spy Classroom als Erna - seit 2022: The Eminence in Shadow als Beta - 2023: Dead Mount Death Play als Misaki Sakimiya | Internationale Produktionen - 2017: Spider-Man: Homecoming als Betty Brant (Darsteller: Angourie Rice) - 2018: Jumanji: Willkommen im Dschungel als Martha Kaply (Darsteller: Morgan Turner) - 2018: Spider-Man: Far From Home als Betty Brant (Darsteller: Angourie Rice) - 2019: Jumanji: The Next Level als Martha Kaply (Darsteller: Morgan Turner) - 2021: Tom & Jerry als Kayla (Original: Chloë Grace Moretz) - 2021: Playmobil: The Movie als Charlie Brenner (Original: Gabriel Bateman) - 2022: Spider-Man: No Way Home als Betty Brant (Darsteller: Angourie Rice) - 2022: Top Gun: Maverick als Amelia Benjamin (Darsteller: Lyliana Wray) - 2023: Silent Night als Sophie (Darsteller: Lily-Rose Depp) |

## Diskografie

### Studioalben
| Jahr | Titel Musiklabel                | Höchstplatzierung, Gesamtwochen, AuszeichnungChartsChartplatzierungen (Jahr, Titel, Musiklabel, Platzierungen, Wochen, Auszeichnungen, Anmerkungen) | Anmerkungen                          |
| Jahr | Titel Musiklabel                | JP | Anmerkungen                          |
| ---- | ------------------------------- | --- | ------------------------------------ |
| 2017 | Innocent Flower King Records    | JP3 (10 Wo.)JP | Erstveröffentlichung: 5. April 2017  |
| 2018 | Blue Compass King Records       | JP7 (9 Wo.)JP | Erstveröffentlichung: 23. Mai 2018   |
| 2019 | Catch the Rainbow! King Records | JP6 (10 Wo.)JP | Erstveröffentlichung: 10. April 2019 |
| 2022 | Glow King Records               | JP4 (11 Wo.)JP | Erstveröffentlichung: 20. Juli 2022  |

### Livealben
| Jahr | Titel Musiklabel                                              | Höchstplatzierung, Gesamtwochen, AuszeichnungChartsChartplatzierungen (Jahr, Titel, Musiklabel, Platzierungen, Wochen, Auszeichnungen, Anmerkungen) | Anmerkungen                            |
| Jahr | Titel Musiklabel                                              | JP | Anmerkungen                            |
| ---- | ------------------------------------------------------------- | --- | -------------------------------------- |
| 2018 | Inori Minase 1st Live: Ready Steady Go! King Records          | JP6 (15 Wo.)JP | Erstveröffentlichung: 4. April 2018    |
| 2018 | Inori Minase Live Tour 2018: Blue Compass King Records        | JP3 (12 Wo.)JP | Erstveröffentlichung: 17. Oktober 2018 |
| 2019 | Inori Minase Music Clip Box King Records                      | JP4 (8 Wo.)JP | Erstveröffentlichung: 26. Juni 2019    |
| 2019 | Inori Minase Live Tour: Catch the Rainbow! King Records       | JP4 (17 Wo.)JP | Erstveröffentlichung: 23. Oktober 2019 |
| 2021 | Inori Minase 5th Anniversary Live: Starry Wishes King Records | JP6 (11 Wo.)JP | Erstveröffentlichung: 24. März 2021    |
| 2022 | Inori Minase Live Tour: Hello Horizon King Records            | JP5 (6 Wo.)JP | Erstveröffentlichung: 23. Februar 2022 |
| 2023 | Inori Minase Live Tour: glow King Records                     | JP3 (11 Wo.)JP | Erstveröffentlichung: 19. April 2023   |

### EPs
| Jahr | Titel Musiklabel            | Höchstplatzierung, Gesamtwochen, AuszeichnungChartsChartplatzierungen (Jahr, Titel, Musiklabel, Platzierungen, Wochen, Auszeichnungen, Anmerkungen) | Anmerkungen                           |
| Jahr | Titel Musiklabel            | JP | Anmerkungen                           |
| ---- | --------------------------- | --- | ------------------------------------- |
| 2024 | Heart Bookmark King Records | JP9 (9 Wo.)JP | Erstveröffentlichung: 21. August 2024 |

### Singles
| Jahr | Titel Album                          | Höchstplatzierung, Gesamtwochen, AuszeichnungChartsChartplatzierungen (Jahr, Titel, Album, Platzierungen, Wochen, Auszeichnungen, Anmerkungen) | Anmerkungen |
| Jahr | Titel Album                          | JP | Anmerkungen |
| ---- | ------------------------------------ | --- | --- |
| 2015 | Yume no Tsubomi Innocent Flower      | JP11 (19 Wo.)JP | Erstveröffentlichung: 2. Dezember 2015                                                                                              |
| 2016 | Harmony Ribbon Innocent Flower       | JP10 (16 Wo.)JP | Erstveröffentlichung: 13. April 2016                                                                                                |
| 2016 | Starry Wish Innocent Flower          | JP8 (21 Wo.)JP | Erstveröffentlichung: 9. November 2016 Abspanntitel zur Anime-Fernsehserie ViVid Strike!                                            |
| 2017 | Aimaimoko Blue Compass               | JP12 (17 Wo.)JP | Erstveröffentlichung: 9. August 2017 Vorspanntitel zur Anime-Fernsehserie Tsuredure Children                                        |
| 2017 | Ready Steady Go! Blue Compass        | JP9 (17 Wo.)JP | Erstveröffentlichung: 29. November 2017                                                                                             |
| 2018 | Trust in Eternity Catch the Rainbow! | JP10 (10 Wo.)JP | Erstveröffentlichung: 17. Oktober 2018 Titellied zum Videospiel Gestalt Odin                                                        |
| 2019 | Wonder Caravan! Catch the Rainbow!   | JP7 (15 Wo.)JP | Erstveröffentlichung: 23. Januar 2019 Abspanntitel zur Anime-Fernsehserie Endro                                                     |
| 2020 | Kokoro Somali Glow                   | JP5 (14 Wo.)JP | Erstveröffentlichung: 5. Februar 2020 Abspanntitel zur Anime-Fernsehserie Somali and the Forest Spirit                              |
| 2020 | Kaimin! Anmin! Syalist Seikatsu –    | JP26 (12 Wo.)JP | Erstveröffentlichung: 28. Oktober 2020 Vorspanntitel zur Anime-Fernsehserie Sleepy Princess in the Demon Castle als Princess Syalis |
| 2020 | Starlight Museum Glow                | JP7 (12 Wo.)JP | Erstveröffentlichung: 2. Dezember 2020 Titelmusik im Dezember 2020 der Musiksendung Music-ru TV                                     |
| 2021 | Hello Horizon Glow                   | JP7 (12 Wo.)JP | Erstveröffentlichung: 21. Juli 2021 1. Vorspanntitel zur Anime-Fernsehserie How a Realist Hero Rebuilt the Kingdom                  |
| 2023 | Iolite –                             | JP7 (9 Wo.)JP | Erstveröffentlichung: 19. April 2023 1. Abspanntitel zur Anime-Fernsehserie Dead Mount Death Play                                   |
| 2023 | Scrap Art –                          | JP8 (9 Wo.)JP | Erstveröffentlichung: 13. September 2023 2. Vorspanntitel zur Anime-Fernsehserie Dead Mount Death Play                              |

## Auszeichnungen und Nominierungen
| Jahr | Auszeichnung         | Kategorie                                    | für        | Resultat | Quellen |
| ---- | -------------------- | -------------------------------------------- | ---------- | -------- | ------- |
| 2016 | Newtype Anime Awards | Beste Synchronsprecherin                     | sie selbst | Gewonnen | [ 60 ]  |
| 2016 | Seiyū Awards         | Beste Synchronsprecherin in einer Hauptrolle | sie selbst | Gewonnen | [ 61 ]  |